# Rina Matsuno
Rina Matsuno (jap. 松野 莉奈, Matsuno Rina; * 16. Juli 1998 in der Präfektur Tokio; † 8. Februar 2017) war eine japanische Sängerin und Schauspielerin. Sie gehörte seit 2010 der Mädchengruppe Shiritsu Ebisu Chūgaku an.

## Leben
Rina Matsuno wurde 1998 in Tokio geboren. Sie wurde bereits im Grundschulalter entdeckt und trat seit 2006 mit verschiedenen Mädchengruppen unter dem Management von Stardust Promotion auf, darunter von 2009 bis 2010 mit den Mini Cheer Bears.
Im Februar 2010 wurde Matsuno Mitglied bei Shiritsu Ebisu Chūgaku. Das erste von insgesamt drei gemeinsamen Alben mit der Gruppe erschien im Juli 2013 unter dem Titel Chūnin.
Neben ihrer Musikkarriere war Matsuno auch als Schauspielerin tätig. Ihr Kinodebüt gab sie 2007 in dem Horrorfilm Apartment 1303. Zuvor hatte sie bereits in Werbespots für McDonald’s, der Sumitomo Life Insurance und den 2007er Mitsubishi Delica mitgewirkt. 2013 spielte sie eine Hauptrolle in dem Horrorfilm The Joker Game: Escape sowie 2014 eine Nebenrolle in der elf Folgen langen Fernsehserie Kôkaku Fudôsenki Robosan.
Am 7. Februar 2017 gab Shiritsu Ebisu Chūgaku bekannt, dass Rina Matsuno wegen gesundheitlicher Probleme nicht an einem geplanten Auftritt teilnehmen könne. Am folgenden Tag starb sie im Alter von 18 Jahren an den Folgen einer Herz-Arrhythmie.

## Filmografie (Auswahl)
- 2007: Apartment 1303
- 2008: Tōdai
- 2013: The Joker Game: Escape
- 2014: Kōkaku Fudōsenki Robosan (Fernsehserie, elf Folgen)